# 阿爾貝特 (施瓦茨堡-魯多爾施塔特)
阿爾貝特（德語：Albert，1798年4月30日—1869年11月26日），施瓦茨堡-魯多爾施塔特親王，1867年至1869年在位。

## 家庭
1827年，阿爾貝特與索爾姆斯-布勞恩費爾斯的奧古斯塔（1804年—1865年）結婚，兩人共有3子1女：
1. 卡爾·金特（1828年—1828年），夭折
2. 伊莉莎白（1833年—1896年），利珀親王妃
3. 格奧爾格·阿爾貝特（1838年—1890年），施瓦茨堡-魯多爾施塔特親王
4. 恩斯特·海因里希（1848年—1848年），夭折